# Guiana Island
Ne doit pas être confondu avec Guana.
Guiana Island est une île d'Antigua-et-Barbuda.